# Amblyeleotris guttata
Amblyeleotris guttata és una espècie de peix de la família dels gòbids i de l'ordre dels perciformes.

## Morfologia
Els mascles poden assolir els 11 cm de longitud total.

## Distribució geogràfica
Es troba des de les Filipines fins a Samoa, les Illes Ryukyu i Austràlia.